# Relaciones Costa Rica-Filipinas
Las relaciones Costa Rica-Filipinas se refieren a las relaciones internacionales que existen entre Costa Rica y Filipinas.
El 24 de marzo del año 2001 se concedió el beneplácito de estilo a Alicia M.L. Coseteeng como Embajador concurrente de Filipinas ante el Gobierno de Costa Rica, con sede en México.

## Relaciones diplomáticas
- Costa Rica tiene una oficina consular en Manila.[2]
- Filipinas tiene una embajada en Ciudad de México, responsable también para Costa Rica.[3] Y una oficina consular en San José.[4]